# Aleuromyces gabonicus
Aleuromyces gabonicus (Syn.: Aleurodiscus gabonicus) ist eine saprotrophe Pilzart aus der Familie der Schichtpilzverwandten (Stereaceae). Es ist die Typusart der monotypischen Pilzgattung Aleuromyces. Bei der Gattung handelt es sich um eine Satellitengattung des Aleurodiscus-Komplexes. Von Aleurodiscus s. s. unterscheidet sie sich durch das weiße, nicht rosa gefärbte Sporenpulver und die warzig und nicht stachelig ornamentierten Sporen. Die Typusart wächst auf totem Laubholz und wurde bisher nur in Afrika nachgewiesen.

## Beschreibung der Gattung
Die resupinaten, weißlichen Fruchtkörper haben einen Rand, der am Substrat anhaftet und nicht abgebogen ist. Das Hymenium enthält reichlich, inamyloide Acanthohyphidien und sulfoaldehydnegative Gloeozystiden. Die Basidiosporen sind amyloid und fein warzig ornamentiert, das Sporenpulver ist weiß. Die Gattung unterscheidet sich von Aleurodiscus s. s. durch das nicht rosa gefärbte Sporenpulver und die nicht stacheligen Sporen.

## Merkmale
Die einjährigen, corticioiden Fruchtkörper beginnen als kleine Flecken, die schließlich mehr oder weniger zusammenfließen können. Sie sind weißlich bis blass gelb gefärbt. Das Hyphensystem ist monomitisch. Die generativen Hyphen tragen an ihren Septen Schnallen und sind im Subiculum bis zu 20 µm dick. Die Hyphen des Subhymeniums werden nur 2–4 µm dick. Die Gloeozystiden haben einen gelblichen, körnigen Inhalt und an der Basis leicht verdickte Zellwände. Sie sind zylindrisch bis keulig und messen 60–90 × 8–15 µm. In der Regel verjüngen sie sich zur Spitze hin und erinnern durch einige, leichte Einschnürungen an moniliforme (perlschnurartige) Zystiden. Außerdem findet man im Hymenium zahlreiche, unregelmäßig geformte Acanthohyphidien, die teilweise an fein verzweigte Dendrohyphidien erinnern, deren Enden aber stachlige bis fingerartige Ausstülpungen tragen. Ihre glatte Spitze ist schwach amyloid. Daneben kommen auch schwach verzweigte Dendrohyphidien vor. Möglicherweise handelt es sich dabei um junge, unentwickelte Acanthohyphidien. Die keuligen Basidien sind 55–75 µm lang und 14–18 µm breit und tragen vier große Sterigmen. Die 14–18 µm langen und 11–14 µm breiten Basidiosporen sind eiförmig und warzig ornamentiert. Die Pilze wachsen auf totem Laubholz und wurden bisher nur in Afrika (Gabun und auf der Reunion La Réunion) nachgewiesen.

## Systematik
Der Holotypus der Art wurde 1979 durch G. Gilles in Gabun gesammelt und 1986 durch J. Boidin, P. Lanquetin und G. Gilles als Aleurodiscus gabonicus erstmals wissenschaftlich beschrieben. 2002 stellten Boidin und Gilles das Taxon als vorerst einzige Art in ihre neu geschaffene Gattung Aleuromyces. Möglicherweise ist Aleuromyces gabonicus mit der sehr ähnlichen, auf Kuba gefundenen Art Aleurodiscus tenuis Burt verwandt. Allerdings fehlen ihr die bei A. gabonicus sehr auffallenden Gloeozystiden. Beide Arten wurden bisher noch nicht molekularbiologisch untersucht, sodass die tatsächlichen verwandtschaftlichen Beziehungen noch unklar sind.